# Lazarus Ercker

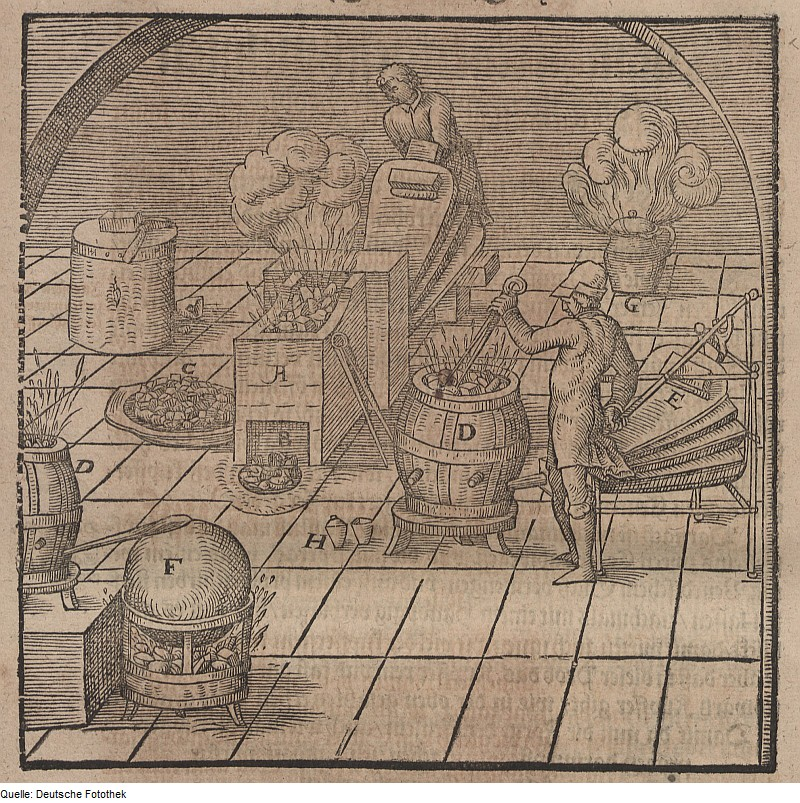
Ilustración de Aula subterranea, de L. Ercker

Lazarus Ercker von Schreckenfels fue un importante metalurgista germánico, que nació en torno a 1528/1530 en Annaberg y murió el 7 de enero de 1594 en Praga.
Ercker estudió entre 1547 y 1548 en la Universidad de Wittenberg. A partir de 1554 empezó a trabajar como metalurgista para los electores de Sajonia, y en 1567 fue nombrado Münzmeister de las minas de Kuttenberg, un cargo desde el cual debía controlar las acuñaciones que se realizaban en dicha localidad cercana a Praga. Igualmente, fue asesor en temas de minería del emperador Rodolfo II, a quien sirvió durante casi tres décadas.
Su obra principal, Beschreibung allerfürnemisten Mineralischen Ertzt, unnd Bergwercks arten, wie dieselbigen, unnd eine jede insonderheit, der Natur und Eigenschafft nach, auff alle Metale Probirt, más conocida como Aula subterranea, data de 1574 y conoció numerosas reediciones, tanto en vida del autor, como posteriormente, hasta el primer tercio del siglo XVIII (cfr. infra, apartado dedicado a sus obras). En ella recopila de manera sistemática las técnicas empleadas en su tiempo para examinar aleaciones y minerales, y para obtener metales a partir de dichos minerales. En la actualidad, pasa por ser uno de los primeros manuales de química analítica y metalúrgica de la Historia.

## Obras
- Vom Rämelsbergk vnd desselbigen Berckwergks ein kurtzer bericht. Durch einen wohl erfahrnen vnd Vorsuchten desselbigen Berckwergks etlichen seinen guten Freunden vnd Liebhabern der Berckwerge zu ehren vnd nutz gestellet, Erfurt 1565 (Digitalisat)
- Beschreibung allerfürnemisten Mineralischen Ertzt, unnd Bergwercks arten, wie dieselbigen, unnd eine jede insonderheit, der Natur und Eigenschafft nach, auff alle Metale Probirt ... In fünff Bücher verfast, Georg Schwartz, Praga 1574; und verschiedene weitere Ausgaben:
  - Beschreibung der allerfürnemsten Mineralischen Erzt und Bergwerksarten, Fráncfort del Meno 1580 (Digitalisat)
  - Beschreibung der allerfürnemsten Mineralischen Erzt und Bergwerksarten, Fráncfort del Meno 1598  (Digitalisat)
  - Beschreibung der allerfürnemsten Mineralischen Erzt und Bergwerksarten, Fráncfort del Meno 1629  (Digitalisat)
  - Aula Subterranea Domina Dominantium Subdita Subditorum. Das ist: Untererdische Hofhaltung..., Fráncfort del Meno. Bd. 1 1672
  - Aula subterranea, domina donimantium, subdita subditorum. Das ist: Untererdische Hofhaltung..., Fráncfort del Meno 1684
  - Aula subterranea domina dominantium subdita subditorum, Das ist: Untererdische Hoffhaltung..., Fráncfort del Meno 1703 (Digitalisat)
  - Aula subterranea domina dominantium subdita subditorum. Das ist: Untererdische Hofhaltung..., Fráncfort del Meno 1736